# Santi Simone e Giuda Taddeo a Torre Angela

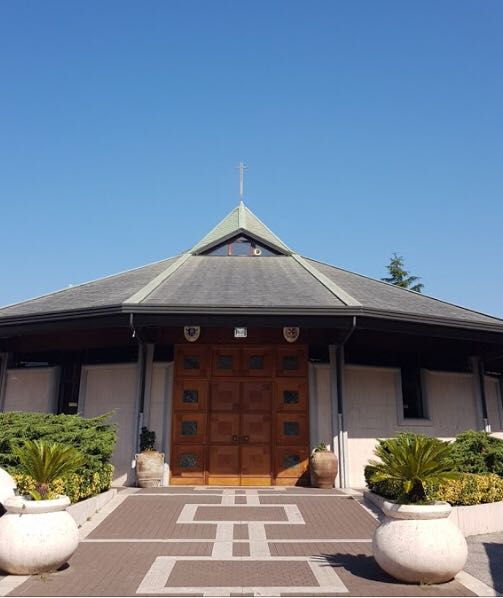
Santi Simone e Giuda Taddeo a Torre Angela

Santi Simone e Giuda Taddeo a Torre Angela ist eine römische Pfarr- und Titelkirche an der Via di Torrenova 162 im Stadtteil Torre Angela, einem Stadtteil am östlichen Stadtrand Roms. Die Kirche ist den Aposteln Simon und Judas Thaddäus gewidmet. Der Name wurde von einer früheren Kirche übernommen.
Die dazugehörig Pfarrei wurde am 4. April 1961 gegründet. Mit dem Bau der Kirche wurde erst zwischen 1986 und 1990 nach Plänen von Loreto Policella und Mario Pochesi gebaut. Sie wurde am 20. Dezember 1992 geweiht. Daher gibt es auf dem Gebiet der sechs größere Kapellen (Beato Pier Giorgio Frassati, Madonna dei Lumi, San Gabriele dell’Addolorata a Torre Angela, Santa Maria Immacolata a Torre Angela, Santa Maria Maddalena agli Arcacci und Santo Spirito delle Monache Canonichesse)
Am 30. Oktober 1988 besuchte Papst Johannes Paul II. die Kirche und Pfarrgemeinde. Papst Franziskus erhob die Kirche 2014 zur Titelkirche.

## Kardinalpriester
- Pietro Kardinal Parolin, seit 22. Februar 2014; seit 28. Juni 2018 als Kardinalbischof pro hac vice